# 山吉盛侍
山吉 盛侍（やまよし もりひと）は、江戸時代前期から中期にかけての武士。吉良義央の家臣 ・近習（吉良義周の中小姓）。通称は新八郎（しんぱちろう）。

## 出自
山吉氏は戦国期には越後国三条城主として上杉謙信に仕えた家柄であるが、盛侍の祖父は米沢藩士・深澤氏からの養子であり、その養父・山吉源左衛門盛親も山吉豊守・山吉景長らの系統である山吉氏本流に近い人物ではないようである。

## 生涯
寛文11年（1671年）、米沢藩上杉氏の物頭・山吉七郎左衛門盛俊（50石）の次男として誕生。母は山田九右衛門盛政の娘。天和4年（1684年）、父が死去すると、家督は長兄・権之丞盛富が継いだ。
元禄5年（1692年）8月29日、上杉綱憲の次男で吉良氏に養子に入っていた吉良義周付きの小姓を命じられ、9月11日に江戸吉良邸へ入り、吉良家では30石5人扶持を与えられている。元禄8年（1695年）6月23日には喜連川氏の騒動を取り静めるために吉良家より派遣され、功績があった。
上杉家家臣がまとめた『大河内文書』によれば、元禄15年（1702年）12月の赤穂浪士による吉良邸討ち入り時に最も活躍した吉良家臣だという。討ち入り時に長屋から飛び出ると、いきなり浪士が槍を構えていたので部屋に戻り、脇差をとって戦闘に参加。3人を相手に戦い、1人（近松行重であろう）を池に叩き落し、また1人を縁側に切り伏せたが、後ろから槍でつかれ、別の1人に鬢先より口脇まで斬られ一度倒れた。しばらくして再起し、義周の下へ走るが主君はいなく、奥を探そうとすると、2人の浪士と出会い再び斬られて倒れるも、盛侍は死なず一命を取り留めた。その際に顔に大きな傷を負ったため、傷を隠すため髭を蓄えることを特別に許されていたともいわれている。
吉良家が改易され、義周が諏訪高島藩お預かりになると左右田孫兵衛と共に従い高島城へ入り、義周が亡くなるまで仕えた。諏訪では高い身分であった義周は｢左兵衛様｣と敬称されていた。
高島藩では南之丸に義周の居宅が新築された。中小姓、徒士、小者などが貸与され、飯島伊右衛門の娘が洗濯や湯浴みの世話をした。「部屋ニ炬燵ヲ置ク様ニ申付ケリ」「御共中ニ二汁五菜出ス」とあり、細かな配慮が記されている。なお高島藩主の諏訪忠虎は、霊元上皇の院使饗応を立派にやり遂げた伊達村豊嫡男・村信の義父に当たる。また、高家・上杉義枝は忠虎の義甥に当たる。
宝永3年（1706年）1月に義周が死去すると米沢へ戻り、6月9日から5石3人扶持で再び上杉家に仕官し、五十騎三番組に編入された。享保5年（1720年）6月5日には勘定頭となり50石、元文4年（1739年）1月には三十挺手槍頭に就任し150石をそれぞれ加増され、都合200石を領した。寛保4年（1744年）2月8日には三十人頭となる。宝暦2年（1752年）2月11日に隠居して、子・伊八郎盛起に家督を譲った。
宝暦3年（1753年）7月28日、死去。享年83。

## 後史
明治に暗殺直前の大久保利通に面会した福島県県令・山吉盛典は末裔である。治水に優れた開明派として知られ、著作に利通語録を記した『済世遺言』など。

## 関連作品

### テーマとして描いた小説
- 「妖笛」皆川博子（『妖笛』読売新聞社、1993年、『オール讀物』1986年9月号、実業之日本社）
- 「義周と新八郎の場合」（諏訪の湖愁）岳真也（『吉良の言い分・外伝』KKS出版、1999年、『週刊小説』1999年4月2日号、実業之日本社）

### 演じた俳優
- 峰岸徹 - （1982年、NHK大河ドラマ、峠の群像）
- 村上弘明 - （1989年、大忠臣蔵[7]）
- 近童弐吉　‐　（2004年、最後の忠臣蔵）
- 中根徹 ‐ （2007年、忠臣蔵 瑤泉院の陰謀）